# Драгутин Найданович
Драгутин Найданович (на сърбохърватски: Dragutin Najdanović / Драгутин Најдановић) е югославски футболист и нападател.

## Кариера
В периода от 1924 до 1931 г., Драгутин Найданович играе за БСК, на левия фланг на атаката. През октомври 1930 г. в мач срещу Славия Прага в Сараево, той е контузен (счупен крак), на практика главна причина за скорошното му оттегляне от футбола.

### Национален отбор
В мачове за югославския национален отбор, Драгутин Найдинович участва четири пъти. Един от тези мачове е мач срещу националния отбор на Боливия на Световното първенство през 1930 г., в който той заменя Бранислав Секулич в атаката.